# Castle Rock (serial telewizyjny)
Castle Rock – amerykański internetowy serial telewizyjny (horror, thriller, fantasy) wyprodukowany przez Bad Robot Productions oraz Warner Bros. Television, który jest luźną adaptacją różnych powieści Stephena Kinga. Serial został wyemitowany w USA począwszy od 25 lipca 2018 roku.
W Polsce serial został udostępniony od 2 sierpnia 2018 roku przez HBO GO, a następnie od 28 sierpnia 2018 roku przez HBO3.

## Fabuła
Akcja serialu dzieje się w fikcyjnym miasteczku Castle Rock, opowiada o Henrym Deaverym, prawniku, który zajmuje się sprawami więźniów skazanych na śmierć.

## Obsada

### Główna
- André Holland jako Henry Deaver[4]
- Bill Skarsgård jako The Kid[5]
- Melanie Lynskey jako Molly Strand[6]
- Scott Glenn jako Alan Pangborn[7]
- Sissy Spacek jako Ruth Deaver[8]
- Jane Levy jako Jackie[8]
- Terry O’Quinn jako Dale Lacy[9]

### Role drugoplanowe
- Chosen Jacobs jako Wendell Deaver[10]
- Allison Tolman jako Molly[11]
- Noel Fisher jako Zalewski[12]

## Odcinki
| Sezon | Odcinki | Oryginalna emisja w Hulu | Oryginalna emisja w Hulu | Oryginalna emisja w HBO Polska | Oryginalna emisja w HBO Polska | Oryginalna emisja w HBO Polska |
| Sezon | Odcinki | Premiera sezonu          | Finał sezonu             | Premiera sezonu                | Finał sezonu                   |                                |
| ----- | ------- | ------------------------ | ------------------------ | ------------------------------ | ------------------------------ | ------------------------------ |
| 1     | 10      | 25 lipca 2018            | 12 września 2018         | 26 sierpnia 2018               | 28 października 2018           |                                |
| 2     | 10      | 23 października 2019     | 11 grudnia 2019          | 13 grudnia 2019                |                                |                                |

### Sezon 1 (2018)
| Nr | Tytuł         | Reżyseria           | Scenariusz                      | Premiera w Hulu  | Premiera w HBO3      |
| -- | ------------- | ------------------- | ------------------------------- | ---------------- | -------------------- |
| 1  | Severance     | Michael Uppendahl   | Sam Shaw, Dustin Thomason       | 25 lipca 2018    | 26 sierpnia 2018     |
| 2  | Habeas Corpus | Michael Uppendahl   | Sam Shaw, Dustin Thomason       | 25 lipca 2018    | 2 września 2018      |
| 3  | Local Color   | Dan Attias          | Gina Welch                      | 25 lipca 2018    | 9 września 2018      |
| 4  | The Box       | Michael Uppendahl   | Scott Brown                     | 1 sierpnia 2018  | 16 września 2018     |
| 5  | Harvest       | Andrew Bernstein    | Lila Byock                      | 8 sierpnia 2018  | 23 września 2018     |
| 6  | Filter        | Kevin Hooks         | Vinnie Wilhelm & Marc Bernardin | 15 sierpnia 2018 | 30 września 2018     |
| 7  | The Queen     | Greg Yaitanes       | Sam Shaw                        | 22 sierpnia 2018 | 7 października 2018  |
| 8  | Past Perfect  | Ana Lily Amirpour   | Mark Lafferty                   | 29 sierpnia 2018 | 14 października 2018 |
| 9  | Henry Deaver  | Julie Anne Robinson | Vinnie Wilhelm, Scott Brown     | 5 września 2018  | 21 października 2018 |
| 10 | Romans        | Nicole Kassell      | Dustin Thomason, Mark Lafferty  | 12 września 2018 | 28 października 2018 |

### Sezon 2 (2019)
| Nr | #  | Tytuł              | Reżyseria              | Scenariusz                          | Premiera w Hulu      | Premiera w HBO   |
| -- | -- | ------------------ | ---------------------- | ----------------------------------- | -------------------- | ---------------- |
| 1  | 1  | Let the River Run  | Greg Yaitanes          | Dustin Thomason                     | 23 października 2019 | 13 grudnia 2019  |
| 12 | 2  | New Jerusalem      | Phil Abraham           | K’naan Warsame                      | 23 października 2019 | 20 grudnia 2019  |
| 13 | 3  | Ties That Bind     | Anne Sewitsky          | Scott Brown, Obehi Janice           | 23 października 2019 | 27 grudnia 2019  |
| 14 | 4  | Restore Hope       | Phil Abraham           | Guy Busick, R. Christopher Murphy   | 30 października 2019 | 3 stycznia 2020  |
| 15 | 5  | The Laughing Place | Anne Sewitsky          | Vince Calandra, Daria Polatin       | 6 listopada 2019     | 3 stycznia 2020  |
| 16 | 6  | The Mother         | Mark Tonderai-Hodges   | Daria Polatin, Vince Calandra       | 13 listopada 2019    | 10 stycznia 2020 |
| 17 | 7  | The Word           | Loni Peristere         | Guy Busick, R. Christopher Murphy   | 20 listopada 2019    | 17 stycznia 2020 |
| 18 | 8  | Dirty              | Craig William Macneill | Michael Olsen, K. Corrine Van Vliet | 27 listopada 2019    | 24 stycznia 2020 |
| 19 | 9  | Caveat Emptor      | Greg Yaitanes          | Scott Brown                         | 4 grudnia 2019       | 31 stycznia 2020 |
| 20 | 10 | Clean              | Lisa Brühlmann         | Dustin Thomason, Michael Olsen      | 11 grudnia 2019      | 7 lutego 2020    |

## Produkcja
22 lutego 2017 roku, Hulu ogłosiło zamówienie pierwszego sezonu serialu.
W maju 2017 roku, poinformowano, że główną rolę zagra André Holland.
W kolejnym miesiącu ogłoszono, że Sissy Spacek, Jane Levy i Melanie Lynskey zagrają w serialu.
W lipcu 2017 roku, obsada serialu powiększyła się o Billa Skarsgårda, który wcieli się w rolę The Kida.
W kolejnym miesiącu poinformowano, że Scott Glenn oraz Terry O’Quinn dołączyli do obsady serialu.
Na początku marca 2018 roku, ogłoszono, że Chosen Jacobs otrzymała rolę Wendell Deaver.
W czerwcu 2018 roku, poinformowano, że Allison Tolman i Noel Fisher otrzymali rolę powracające w serialu

.
15 sierpnia 2018 roku, platforma Hulu ogłosiła zamówienie drugiego sezonu.